# Elegia fistulosa
Elegia fistulosa, es un especie de arbusto perteneciente a la familia Restionaceae. Es originaria de Sudáfrica.

## Descripción
Es una planta herbácea erecta con largas y delgadas láminas como tallos de hasta 1 metro de altura, siendo un tubo, o caña. Cada tallo tiene una inflorescencia, que es por lo menos de 10 centímetros de largo y tiene pequeños tallos secundarios, cada uno con alrededor de 15 flores, que están casi ocultas por grandes brácteas de color dorado. Son dioicas, es decir, que las flores masculinas y femeninas se encuentran en diferentes plantas. Las inflorescencias femeninas tienen flores bastante pequeñas, insignificantes, mientras que las masculinas son más prominentes y mucho más grandes. Aunque el principal período de floración es de septiembre a finales de diciembre, las brácteas se mantienen y siguen siendo llamativas durante casi un año.

## Distribución y hábitat
Es una especie muy extendida y común, que se encuentra a lo largo de la costa sur en mesetas y cadenas montañosas en Sudáfrica, desde Malmesbury a Port Elizabeth. En la naturaleza, las plantas casi siempre crecen en lugares húmedos, o con sus raíces en agua corriente.

## Etimología
El nombre Elegia deriva del griego elegeia , un canto de lamento, y puede ser una referencia al crujido, producido por la brisa, de las vainas parecidas al papel y las brácteas de la planta. El nombre de la especie fistulosa se refiere al hecho de que tiene los tallos huecos